# Szerényi Sándor
Szerényi Sándor (Budapest, 1905. szeptember 29. – Budapest, 2007. március 13.) kommunista politikus, sportvezető, sakkszövetségi elnök, tizennégy éven át Gulag-táborok foglya.

## Családja
Édesapja Szerényi (1901-ig Spitzer) Mózes pápai születésű oktató volt, édesanyja Götzl Lujza, 1904. március 29-én Budapesten kötöttek házasságot. Apai nagyszülei Spitzer Simon és Schwarcz Cecília, anyai nagyszülei Götzl Jónás és Greiff Fáni voltak. 1952. május 24-én Budapesten házasságot kötött Kohn Edittel, Kohn Sámuel és Weisz Stefánia lányával.
Apja fővárosi tanítóként 1908-tól a szociáldemokrata, 1919-től a kommunista párt tagja volt. A Magyarországi Tanácsköztársaság bukása után szülei a családfő politikai szerepvállalása miatt másfél évtizedig emigránsként Bécsben éltek, ő azonban Magyarországon maradt. Szülei az auschwitzi koncentrációs táborban haltak meg.

## Élete és politikai pályafutása

### 1931-ig Budapest, Bécs, Párizs
Szülei politikai elkötelezettsége révén már nyolcéves korában munkásgyűlésekre járt, nagy hatással voltak rá Bokányi Dezsőnek, a magyar szociáldemokrácia egyik legkiválóbb szónokának beszédei. Reáliskolába járt, ezután műbútorasztalosnak tanult, és segédlevelet kapott. Reáliskolai tanulóként 1919. januárban csatlakozott a kommunista irányítás alatt álló Ifjúmunkások Országos Szövetségéhez, amely a Tanácsköztársaság idején, 1919. áprilisban a szociáldemokrata párt ifjúsági szervezetével egyesülve felvette a Kommunista Ifjúmunkások Magyarországi Szövetsége (KIMSZ) nevet. 1919. novembertől Héber Antal műasztalosmesternél volt tanonc. 1921. februárban lett az illegális Kommunisták Magyarországi Pártja tagja, de legálisan a Faipari Ifjúmunkások Országos Szövetsége keretében politizált.
1922-ben a lebukás elkerülése érdekében Bécsbe emigrált, ahol bekapcsolódott az ottani, Landler Jenő vezette emigráns kommunisták munkájába. 1924-ben Párizsba küldték, ahol a szakmájában dolgozott, belépett a Francia Kommunista Pártba, tagja lett a CGTU szakszervezet magyar famunkás csoportjának, és a Francia Kommunista Párt magyar csoportjában fejtett ki munkát, majd annak titkára lett. 1925-ben egy tüntetés kapcsán letartóztatták és kiutasították Franciaországból, ekkor egy időre Berlinbe költözött, majd visszatért Bécsbe.
1926-ban pártfeladattal Magyarországra küldték (álneve Sas, illetve Sas Ernő volt), hogy szervezze meg a famunkások szövetségében az illegális kommunista frakciót. A Magyarországi Szocialista Munkáspártban tevékenykedett, mint az Oktatási Bizottság vezetője, és Budapest VI. kerületi szervezetének titkára lett, emellett az illegális KMP budapesti területi titkára volt. 1927. februárban Szántó Zoltánnal együtt letartóztatták, és statáriális bíróság elé állították. Az utolsó szó jogán bátor beszédet mondott a fennálló kapitalista rendszer ellen,  majd a per negyedrendű vádlottjaként két év és két hónap fogházbüntetést kapott. Az ítélethirdetéskor Szántó Zoltán és a többi vádlott a kommunizmust, az Internacionálét és a proletárdiktatúrát éltették, ezért az ügyészség 1928-ban még „a magyar állami és társadalmi rend felforgatására irányuló vétség” miatt is vád alá helyezte.
Miután kiszabadult, 1929. májusában állást vállalt Kelemen Henrik kirakat portál és áruház berendező cégénél. 1929 tavaszától 1931-ig a KMP Központi Bizottságának tagja volt, ezután a titkársághoz tartozott. Még 1929-ben a Szovjetunióba, Moszkvába ment, ahol 1929-ben részt vett a Komintern megbeszélésén, ahol a Komintern Végrehajtó Bizottsága megbízásából a KMP tagjaihoz intézett nyílt levelet megfogalmazó bizottság tagja lett Kun Bélával és Révai Józseffel együtt. 1930 elején részt vett a KMP II. aprelevkai kongresszusán, ahol a legfontosabb határozatok a magyarországi politikai helyzetről és a KMP feladatairól, a szakszervezeti munkáról, valamint a falusi munkáról szóltak, amelyeket Kun Béla, Szerényi Sándor, illetve Révai József beszámolója alapján fogadtak el. Ezen a kongresszuson a KB első titkárának választották meg, ám mivel 1930–1931-ben besúgók révén a rendőrség több kommunista párttagot lefogott, 1931. júliusban a Komintern Nemzetközi Ellenőrző Bizottsága leváltotta.

### 1931-től Szovjetunió és a Gulag
1931-ben Moszkvában az AMO Autógyár asztalossegédje volt, majd a Lomonoszov Egyetem aspiránsa. Vitába keveredett Kun Bélával és körével, ennek következtében 1932. december 29-én koholt vádak alapján lefogták, és halálraítélték, mely ítéletet később 10 év kényszermunkára változtattak. Először Kembe, majd a Szoloveckij-szigeteken levő kényszermunkatáborba (amely a Gulag egyik legelső kényszermunka-tábora, és sok más láger mintája, előképe) szállították, ahol hét évet töltött. A tábor 1939-es megszüntetése után még több különböző szovjet lágerben (Murmanszk, Vlagyimir, Orjol, Omszk) majd a Gulag uhta-pecsorai táborában raboskodott az Északi-Jeges-tenger partján. A tízéves büntetés letelte után, mivel Magyarország hadban állt a Szovjetunióval, nem engedték haza, hanem Grúziába száműzték, itt élt 1946-ig, ahonnan kalandos úton szökött haza Magyarországra.

### 1956-ig háttérben
1947-ben, miután visszatért hazájába, a közgazdasági kar könyvtárában kapott állást, kutatómunkát végzett, majd különböző közgazdasági beosztásokban dolgozott.  A Magyar Állami Szénbányák Rt. főelőadójaként, 1948–1951 között az Állami Villamos Művek Rt. osztályvezetőjeként, később a Magyar Tudományos Akadémia Közgazdasági Dokumentációs Központja főelőadójaként, 1955-től a Marx Károly Közgazdaságtudományi Egyetem Könyvtára tudományos kutatójaként, majd főelőadóként dolgozott. 1951-ben a Budapesti Béketanács titkára volt.

### 1956 után rehabilitáció
1956-ban a régi, ártatlanul meghurcolt párttagok érdekeinek képviseletében felszólalt a Petőfi Kör partizántalálkozóján. 1957-től a Magyar Szocialista Munkáspárt (MSZMP) Központi Bizottsága (KB) politikai munkatársaként, 1958–1961 között a KB Tudományos és Kulturális Osztályának helyettes vezetőjeként dolgozott. 1957. december és 1961. szeptember között a Régi Párttagok Bizottsága tagjaként több volt társa egyéni problémáinak megoldásával is foglalkozott.
1961-ben kinevezték az MSZMP KB Pártfőiskola igazgatójává, az intézményt 1966-os nyugdíjazásáig irányította. 1961-től a Politikai Bizottság munkáját segítő munkaközösségek közül a Filozófia-elméleti Munkaközösség elnöke volt. 1959. decembere és 1966. decembere között az MSZMP Központi Bizottságának, 1970–1989 között Központi Ellenőrző Bizottságának (KEB), 1975–1980-ban egyúttal a KEB Titkárságának tagja volt. Évtizedekig ő volt a párt Kegyeleti Bizottságának elnöke.

### Sportvezetőként
1960-tól 1989-ig a Magyar Sakkszövetség elnöke, 1989-ben a Nemzetközi Sakkszövetség (FIDE) tiszteletbeli tagja lett. Az 1920-as években, emigrációja idején Párizsban és Berlinben is igazolt munkássakkozó volt. Versenyszerűen sakkozott: 1923–1924-ben a bécsi Munkás Sakkegyesület, 1924–1925-ben a párizsi Club de Notre Dame d’Échecs játékosa, 1957-től a Bástya, majd a Sajtó SK versenyzője volt.
1956 után Kádár János egyes számú sakkpartnere volt. Egyike azon keveseknek, akiket Kádár János tegezett és barátságával tüntetett ki. Ennek, és politikai pozíciójának köszönhetően sokat tett a magyar sakkozás érdekében, annak népszerűsítéséért és sikereiért. Egy 1961-es felmérés szerint például a napilapokban a legtöbb közléssel a sporthírek között a labdarúgás után a második helyen a sakk szerepelt. Sakkszövetségi elnöksége idején sok érmet nyertek a magyar sakkozók a legkülönbözőbb világversenyeken, ezek közül kiemelkedik az 1972-es sakkolimpián nyert ezüstérem, de a legfényesebb az 1978-as Buenos Airesben nyert csapat olimpiai arany, amellyel Magyarország sakkcsapata megtörte az évtizedek óta fennálló szovjet hegemóniát. Egész életében megmaradt egyszerű munkásembernek, aki a becsületes, „tiszta” kommunista eszmék híve volt. 1989-ben a sakkszövetségi ülések nyilvánosságával kapcsolatban híressé vált mondása: „Kérem, ha demokrácia van, akkor legyen demokrácia. Mostantól minden elnökségi ülésünk nyilvános.” Nem véletlenül írtak még a 2000-es években is megbecsüléssel és tisztelettel róla a médiában, és a Nemzeti Emlékezés Bizottsága dokumentumaiban. 2000. októberben 96 éves korában részt vett a világszerte egyedülálló, Pauer Gyula által alkotott Sakkolimpiai Emlékmű avatásán Pakson.

## Megjelent könyvei
- Érdemes volt!, Kossuth Könyvkiadó, Budapest, 1985. ISBN 963-092-684-9
- Tizennégy év a Gulágon, Kossuth Könyvkiadó, Budapest, 2004. ISBN 9630945487
- Horváth Zoltánné, Zágoni Ernő, Szerényi Sándor: A Kommunisták Magyarországi Pártjának 2. kongresszusa, Kossuth Könyvkiadó, Budapest, 1963.

## Publikációi
Politikai és a sakkélettel kapcsolatos publikációinak teljes listája a MOKKA-ODR katalógus adatbázisában található.
- Szerényi Sándor (1960). „Lenin igazsága”. Magyar Tudomány 67. (új folyam 5.) (7), 375–389. o. (Hozzáférés: 2016. január 21.)
- Szerényi Sándor (1960). „Lenin az új típusú forradalmi párt megteremtője”. Pártélet 5 (4), 24–33. o. (Hozzáférés: 2016. január 21.) (Hivatkozás a cikkre: Acta Historica 1961. 8. kötet, 1–2. szám 218. oldalán)
- Szerényi Sándor (1961). „Tudományos életünk néhány időszerű kérdéséről”. Magyar Tudomány 68. (új folyam 6.) (7–8), 393–402. o. (Hozzáférés: 2016. január 21.)
- Szerényi Sándor (1960). „Értelmiségünk erkölcsi-politikai fejlődése”. Társadalmi Szemle (10), 32–49. o. (Hozzáférés: 2016. január 21.)
- Szerényi Sándor, Wirth Ádám (1961). „A szovjet tudomány és felsőoktatás a kommunizmus kibontakozó építésének szakaszában”. Társadalmi Szemle (11), 83–96. o. (Hozzáférés: 2016. január 21.)
- Az értelmiségről és pártunk értelmiségi politikájának néhány időszerű kérdéséről. Pártfőiskolai előadás. Kossuth Kiadó, Budapest, 1961.
- Ismertető a Mező Imre úti temető Munkásmozgalmi Panteonjáról (főszerk.), Fővárosi Temetkezési Intézet, 1977

## Díjai, elismerései
- A Munka Vörös Zászló Érdemrendje (1965)[28]
- Munka Érdemrend arany fokozata (1968)[29]
- Magyar Népköztársaság Sportérdemérem arany fokozata (1972)[30]
- A Munka Vörös Zászló Érdemrendje (1975)[31]
- Magyar Népköztársaság Zászlórendje (1979)[32]
- Magyar Népköztársaság Érdemrendje (1980)[33]